# Friedrich von Esmarch
Johannes Friedrich August von Esmarch (Tönning, 9. siječnja 1823. – Kiel, 23. veljače 1908.) bio je njemački kirurg, autor mnogih inovacija u kirurgiji, član berlinske komisije za vojne bolnice, direktor kirurške klinike u Kielu od 1854. do umirovljenja 1899. te s Louisom Stromeyerom i Ernstom von Bergmannom jedan od tri najznačajnija predstavnika ratne kirurgije konzervativnog smjera u Njemačkoj.

## Životopis
Friedrich von Esmarch rodio se 9. siječnja 1823. u Tönningu, a umro je 23. veljače 1908. u Kielu. Pod utjecajem oca, koji se bavio liječničkom praksom, Friedrich je 1843. u Kielu upisao studij medicine, a nastavio ga je i diplomirao u Göttingenu 1848. Još kao student od 1846. Friedrich je bio asistent Bernhardu von Langenbecku u Kielu. Docent medicine postao je 1852., izvanredni profesor 1854., a redovni profesor 1857. Direktor Kirurške klinike u Kielu postao je 1854. i na toj je dužnosti bio neprekidno sve do umirovljenja 1899. godine. Godine 1866. Friedrich je postao član berlinske komisije za vojne bolnice i supervizor kirurškog rada. Nakon umirovljenja Friedrich je bio imenovan državnim savjetnikom i na toj je dužnosti dobio titulu ekselencije.
Esmarch se ženio dva puta. Prvi put s kćeri svojeg učitelja Langenbecka, s kojom je imao sina Erwina, koji je bio poznati njemački bakteriolog (opisao je proteobakteriju Rhodospirillum rubrum). Drugi se put, 1872., oženio princezom Henriettom Elisabeth, kćeri njemačkog princa Christiana Augusta II. i danske princeze. Henrietta je bila i bratična princeze Auguste Viktorije, te mu je tako Christian August II. postao ujak i od njega je Friedrich 1877. naslijedio plemićku titulu. U tom je braku dobio sina Karla Friedricha von Esmarcha, koji se nije bavio medicinom.

### Sudjelovanje u ratovima
Prvi je put kao „mlađi kirurg“ Friedrich stupio u vojni sanitet i s njim 1848. godine otišao u rat koji je Šleska vodila protiv Danske. U tom je ratu Esmarch jedno vrijeme bio i ratni zarobljenik. Tijekom kratkog prekida ratovanja Friedrich je postao docent i ovoga se puta vratio na ratište kao „stariji kirurg“.
Godine 1864. Friedrich je ponovo sudjelovao u ratu koji je Šleska vodila protiv Danske. 
Tijekom Francusko-pruskog rata 1870. godine Friedrich je sudjelovao kao general-kirurg i radio je prvo na organizaciji dobrovoljnog rada u Kielu i Hamburgu, a potom kao kirurg-konzultant u Berlinu.

## Djela
Zahvaljujući svojim uspjesima u organizaciji i kirurškom zbrinjavanju ranjenika (posebno u njihovoj trijaži i evakuaciji) Friedrich je postao jedan od najvećih autoriteta u ratnoj kirurgiji onog doba, ali i kasnije.
Organizirao je obuku i za civilne i vojne kirurge, a mnogobrojna djela koje je objavio samo su povećala njegovu slavu. Godine 1872. napisao je knjigu „Ratno-kirurška tehnika“ koje je ubrzo u Srbiji preveo dr. Vladan Đorđević.
Friedrich je usavršio „prvi zavoj“, uveo primjenu trokutaste marame (Esmarchove marame), popularizirao metodu umjetne hemostaze (zaustavljanja krvarenja pomoću elastične poveske (Esmarhova poveska ili Esmarhova hemostaza)) i jednostavnu manipulaciju otvaranja dišnog puta kod bolesnika bez svijesti.
S Langenbeckom Friedrich je 1847. počeo primjenjivati eterske anestezije, a kasnije je konstruirao jednostavnu masku s gazama za etersku i kloroformsku inhalacijsku anesteziju (Esmarchovu masku). Konstruirao je i mnoge medicinske instrumente (škare, škare za zavoje, hvataljke (peane), forceps itd.) koje nose njegovo ime.
Friedrich je bio član kirurških društava u Londonu, Belgiji, Švedskoj i SAD-u. Godine 1903. bio je proglašen počasnim građaninom Kiela.

## Vanjske poveznice
- (njem.) Große Forscher von der Förde